# Liste der Bodendenkmäler in Heidenheim (Mittelfranken)
Auf dieser Seite sind die Bodendenkmäler in dem mittelfränkischen Markt Heidenheim zusammengestellt. Diese Tabelle ist eine Teilliste der Liste der Bodendenkmäler in Bayern. Grundlage ist die Bayerische Denkmalliste, die auf Basis des Bayerischen Denkmalschutzgesetzes vom 1. Oktober 1973 erstmals erstellt wurde und seither durch das Bayerische Landesamt für Denkmalpflege geführt wird. Die folgenden Angaben ersetzen nicht die rechtsverbindliche Auskunft der Denkmalschutzbehörde.

## Bodendenkmäler in Heidenheim
| Lage                                          | Objekt | Akten-Nr.     | Bild           |
| --------------------------------------------- | --- | ------------- | -------------- |
| Westheim (Weißenburg-Gunzenhausen) (Standort) | Abschnittsbefestigung vor- und frühgeschichtlicher Zeitstellung. | D-5-6930-0006 |                |
| Westheim (Weißenburg-Gunzenhausen) (Standort) | Siedlung der Urnenfelderzeit, der Latènezeit und der römischen Kaiserzeit. | D-5-6930-0051 |                |
| Gnotzheim (Standort)                          | Siedlung vor- und frühgeschichtlicher Zeitstellung. | D-5-6930-0112 |                |
| Heidenheim (Mittelfranken) (Standort)         | Grabhügel vorgeschichtlicher Zeitstellung. | D-5-6930-0113 |                |
| Heidenheim (Mittelfranken) (Standort)         | Villa rustica der römischen Kaiserzeit. | D-5-6930-0115 |                |
| Heidenheim (Mittelfranken) (Standort)         | Siedlung der Bronzezeit. | D-5-6930-0116 |                |
| Heidenheim (Mittelfranken) (Standort)         | Siedlung der Metallzeiten sowie Siedlung des Mittelalters und der Neuzeit. | D-5-6930-0125 |                |
| Heidenheim (Mittelfranken) (Standort)         | Vorgeschichtliche und mittelalterliche Befestigungsanlage. | D-5-6930-0126 |                |
| Heidenheim (Mittelfranken) (Standort)         | Vorgeschichtliche Grabhügelgruppe mit mindestens drei Hügeln. | D-5-6930-0128 |                |
| Heidenheim (Mittelfranken) (Standort)         | Villa rustica der römischen Kaiserzeit. | D-5-6930-0190 |                |
| Heidenheim (Mittelfranken) (Standort)         | Siedlung der römischen Kaiserzeit sowie untertägige Bestandteile des ehem. Benediktinerklosters mit Klosterkirche St. Wunibald in Heidenheim und ihrer spätkarolingischen und hochmittelalterlichen Vorgängerbauten. | D-5-6930-0239 | weitere Bilder |
| Heidenheim (Mittelfranken) (Standort)         | Abgegangene mittelalterliche Pfarrkirche. | D-5-6930-0240 |                |
| Heidenheim (Mittelfranken) (Standort)         | Untertägige mittelalterliche und neuzeitliche Siedlungsbestandteile im Bereich des ehem. Schafhofes. | D-5-6930-0243 |                |
| Heidenheim (Mittelfranken) (Standort)         | Werkplatz (Ziegelhütte) des Mittelalters und der Neuzeit. | D-5-6930-0244 |                |
| Heidenheim (Mittelfranken) (Standort)         | Grabhügel mit Bestattungen der Hallstattzeit sowie villa rustica der römischen Kaiserzeit. | D-5-6930-0251 |                |
| Heidenheim (Mittelfranken) (Standort)         | Abgegangene mittelalterliche Burg. | D-5-6930-0281 |                |
| Heidenheim (Mittelfranken) (Standort)         | Wallanlage vermutlich des frühen Mittelalters. | D-5-7030-0045 |                |
| Heidenheim (Mittelfranken) (Standort)         | Mittelalterlicher Burgstall und abgegangenes Zisterzienserkloster. | D-5-7030-0047 | weitere Bilder |
| Heidenheim (Mittelfranken) (Standort)         | Burgstall mit untertägigen Teilen der abgegangenen Kapelle des späten Mittelalters. | D-5-7030-0048 | weitere Bilder |
| Heidenheim (Mittelfranken) (Standort)         | Begräbnisplatz vorgeschichtlicher Zeitstellung mit Bestattungen in Grabhügeln. | D-5-7030-0049 |                |
| Heidenheim (Mittelfranken) (Standort)         | Hallstattzeitliches Grabhügelfeld mit 22 Hügeln. | D-5-7030-0050 |                |
| Heidenheim (Mittelfranken) (Standort)         | Grabhügelgruppe vorgeschichtlicher Zeitstellung mit vier bis fünf Hügeln. | D-5-7030-0051 |                |
| Heidenheim (Mittelfranken) (Standort)         | Grabhügelgruppe vorgeschichtlicher Zeitstellung mit sechs Hügeln. | D-5-7030-0052 |                |
| Heidenheim (Mittelfranken) (Standort)         | Siedlung des Neolithikums und der Hallstattzeit. | D-5-7030-0053 |                |
| Heidenheim (Mittelfranken) (Standort)         | Höhensiedlung der Michelsberger Kultur und des Endneolithikums. | D-5-7030-0055 |                |
| Heidenheim (Mittelfranken) (Standort)         | Körpergräber des frühen Mittelalters. | D-5-7030-0057 |                |
| Heidenheim (Mittelfranken) (Standort)         | Siedlung des Neolithikums und der Bronzezeit, Villa rustica der römischen Kaiserzeit und Siedlung der Völkerwanderungszeit.                                                                                          | D-5-7030-0059 |                |
| Heidenheim (Mittelfranken) (Standort)         | Siedlung der Spätlatènezeit. | D-5-7030-0061 |                |
| Heidenheim (Mittelfranken) (Standort)         | Siedlung vor- und frühgeschichtlicher Zeitstellung. | D-5-7030-0067 |                |
| Heidenheim (Mittelfranken) (Standort)         | Metallzeitliche Siedlung. | D-5-7030-0131 |                |
| Heidenheim (Mittelfranken) (Standort)         | Siedlung der römischen Kaiserzeit. | D-5-7030-0132 |                |
| Heidenheim (Mittelfranken) (Standort)         | Vorgängerbauten der evang.-luth. Kirche St. Martin. | D-5-7030-0138 | weitere Bilder |
| Heidenheim (Mittelfranken) (Standort)         | Vorgängerbauten der evang.-luth. Pfarrkirche St. Lucia und Ottilie. | D-5-7030-0143 | weitere Bilder |
| Heidenheim (Mittelfranken) (Standort)         | Siedlung der Vorgeschichte und des Mittelalters. | D-5-7030-0147 |                |